# Cinéma d'Afrique du Nord
 (juin 2024).
Motif : Récupéré des infos des articles détaillés, il faudrait harmoniser.
Le cinéma d'Afrique du Nord désigne l'industrie et la production cinématographique des pays du Nord de l'Afrique : Algérie, Égypte, Maroc, Tunisie, et dans une moindre mesure Libye où son développement a été ralenti par les pouvoirs coloniaux, par Mouammar Kadhafi puis par le manque d'infrastructures à partir de la crise libyenne en 2011.

## Histoire

### Essor du cinéma en Égypte et en Tunisie

#### En Égypte

##### Premières scènes

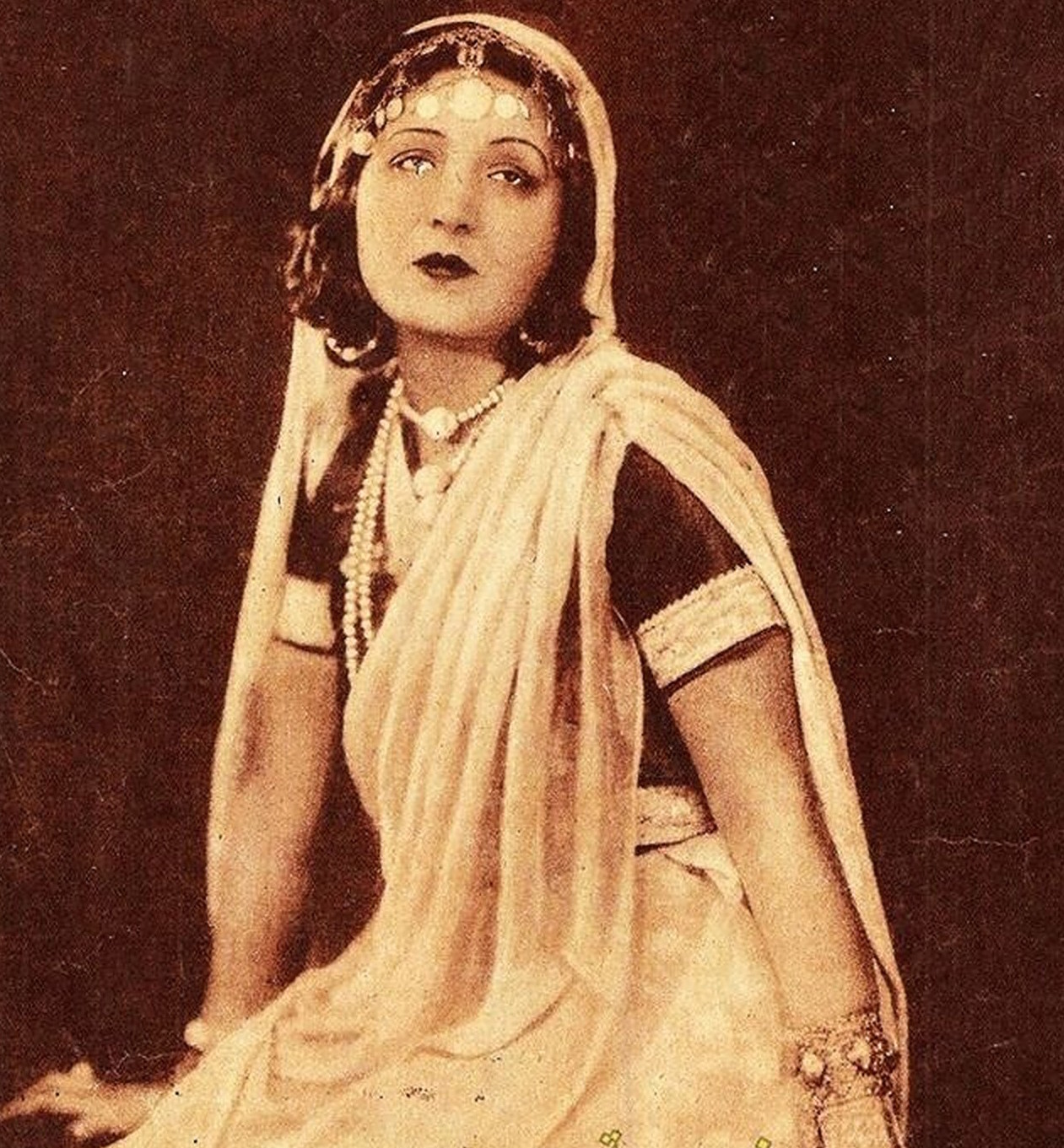
Aziza Amir en Laila (1927)

Vers les années 1912-1915, les premières scènes de films sont tournées en Égypte. Ces petits films montrent principalement des scènes du quotidien. Le premier films égyptien est un moyen métrage produit en coopération italo-égyptienne d'une durée d'environ 35 minutes qui reste cependant sans succès. Dès 1917, Muhammad Bayyumi tournait le Fonctionnaire, comédie satirique à succès, alors que Muhammad Karim incarnait le héros dans L'Honneur d'un Bédouin. Le premier long-métrage égyptien, Leila, est réalisé par Wadad Orfi, un metteur en scène venu de Turquie, en 1927. Ce projet est né de l’initiative de la comédienne égyptienne ‘Azîza Amîr. Les femmes sont réputées avoir une place importante dans les débuts du cinéma égyptien, à l’image également de la comédienne Fâtma Rouchdi qui produit Le Mariage en 1932.

##### Essor du secteur
Togo Mizrahi joue un rôle pionnier dans le développement du cinéma égyptien en fondant dès 1929 un studio à Alexandrie et en créant une compagnie de production Sharikat al-Aflam al-Massriyya, la Compagnie de films égyptienne. Dans les années 1930 le studio de Togo Mizrahi est celui qui produit le plus de films en Égypte.
En 1932, Awlad al-Zawat, avec Yusuf Wahbi et Amina Rizk, est le premier film parlant en Égypte[réf. souhaitée].
En 1935, Talaat Harb fonde les studios Misr, ce qui permettra à l'Égypte d'avoir des studios équivalant aux principaux studios hollywoodiens. Les studios Misr envoient notamment les jeunes cinéastes se former aux techniques du cinéma à l’étranger. D’autres studios, bien que moins importants, voient également le jour à cette époque. À l’imitation d’Hollywood, un véritable star system voit le jour. Le cinéma deviendra le secteur industriel le plus profitable après le textile[réf. souhaitée].

##### Comédies musicales
L'arrivée du cinéma parlant (1932) permet l'entrée en scène de la comédie musicale. Onchoudet el-Fouad (La Chanson du cœur) de Mario Volpe inaugure le genre du film musical en 1932, sans pourtant rencontrer le succès escompté, du fait de son rythme trop théâtral avec de trop longs thèmes musicaux. Au sein de ce genre qui sera ensuite emblématique du cinéma égyptien, se retrouveront tous les grands de la chanson égyptienne: Farid El Atrache, Shadia, Mohammed Abdel Wahab, Oum Kalsoum, Leila Mourad, Sabah. Certains films marquent l'époque tels que la Rose blanche (1932), de Mohammed Karim, et Widad d'Ahmed Badrakhan, premier film musical dans lequel chante Oum Kalsoum, ainsi que plusieurs mélodrames musicaux de Togo Mizrahi dans lesquels joue Leila Mourad, le cycle de Leila : Layla Bint-l-Rif (1941, Leila, fille de la campagne), Layla Bint al-Madaris (1941, Leila l'étudiante), Layla (1941), Layla fil-Zalam (1944, Leila dans les ténèbres). Le son dans le cinéma permet d'exploiter le succès de la chanson populaire et les chanteurs, ce qui a un peu entravé le développement du cinéma dans d'autres pays arabes. Ce genre est emblématique de ce qui sera appelé « l’âge d’or du cinéma égyptien » pour désigner l’engouement du public égyptien et le rayonnement de ce cinéma dans les pays arabes et dans le monde. En 1936, le film Widad est par exemple sélectionné au festival de Venise en 1936.
Avant la révolution égyptienne de 1952, « Les directives gouvernementales, plus sévères pour le cinéma que pour la littérature[…], prohibaient à l'écran toute critique contre les étrangers, les fonctionnaires, la religion, les systèmes monarchiques présents ou passés ».

##### En Tunisie
En 1919, le premier long métrage réalisé sur le continent africain, Les Cinq Gentlemen maudits de Luitz-Morat, est tourné en Tunisie. En 1922, Samama-Chikli tourne le premier court métrage tunisien, Zohra, et, en 1923, un deuxième film de fiction, La Fille de Carthage ; sa fille Haydée joue dans les deux films. En 1939, Le Fou de Kairouan, premier film tunisien en langue arabe, est tourné à Kairouan. En 1966, le premier long métrage tunisien (95 minutes) en noir et blanc est réalisé et produit par Omar Khlifi : L'Aube tourné en 35 millimètres.

#### Cinéma colonial en Algérie et au Maroc

##### Algérie
L'arrivée du cinéma en Algérie se fait sous la domination française. Le cinéma colonial est principalement utilisé à des fins de divertissement et de propagande, servant à justifier les politiques établies et à gagner la sympathie des Algériens.
Entre les deux guerres, les caravanes cinématographiques, projections itinérantes, ne se détachent pas de la propagande coloniale, elles diffusent le message colonial.

##### Maroc
Le premier tournage au Maroc date de 1897, avec Le Chevrier marocain de Louis Lumière (no 1394 au catalogue Lumière), qui inaugure une tradition de tournages étrangers au Maroc, tradition qui perdure jusqu'à nos jours.

##### Cinéma colonial en Libye
Le premier film connu réalisé en Libye était un documentaire français de 1910, Les habitants du désert de Libye. L'Italie, en tant que puissance coloniale, a réalisé quelques courts documentaires sur la Libye. Les batailles libyennes pendant la seconde guerre mondiale ont été couvertes par les films d'actualités britanniques, allemands et italiens. Après la guerre, les compagnies pétrolières et les agences internationales réalisent occasionnellement des documentaires. Après l'indépendance en 1951, le Royaume de Libye a réalisé quelques courts métrages sur Leptis Magna pour encourager le tourisme. Pourtant, la Libye était pauvre et il y avait relativement peu de cinéma dans le pays. En 1959, le ministère de l'Information et de la Guilde a créé une division cinéma, parcourant le pays avec des documentaires et des actualités en 16 mm, et le ministère de l'Éducation et de l'Apprentissage a produit des films éducatifs.
Malgré le manque relatif de production cinématographique, la consommation de films était extrêmement populaire en tant que divertissement. Le premier cinéma du pays avait été créé dès 1908, bien qu'il aurait été démoli après l'invasion italienne de la Libye (en) en 1911. Les italiens ont créé des cinémas, principalement mais pas exclusivement destinés au public italien, dans les grandes villes libyennes. Des années 1940 au milieu des années 1960, la Libye comptait un grand nombre de cinémas : environ 14 ou 20 à Tripoli et une dizaine à Benghazi. Les cinémas de Tripoli comprenaient l'Arena Giardino en plein air et l'opulent Cinéma Royal, que Kadhafi rebaptiserait Al-Shaab (Le Peuple).

### Décolonisations
Le cinéma nord-africain s'étend après la décolonisation de l'Afrique du Nord, dans les années 1950 et surtout 1960[réf. nécessaire].

#### Afrique du Nord francophone
Le protectorat français au Maroc (1912-1956) avait établi une commission de censure sur les films distribués au Maroc. Ayant survécu à l'indépendance, cet organisme de régulation s’est occupé jusqu'aux années 1970 surtout de contrôler la distribution des films étrangers en raison d'une production nationale encore faible comparée à celle des pays francophones voisins.
Les femmes pionnières du cinéma nord-africain apparaissent après la Seconde Guerre mondiale, et plus encore, après l'indépendance, comme Kalthoum Bornaz, Farida Bourquia, Farida Benlyazid, et Assia Djebar[réf. souhaitée].

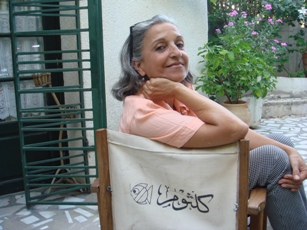
Kalthoum Bornaz

De nombreuses salles existent dès les années 1930, mais ce n'est qu'en 1962 que la première salle dont le propriétaire est tunisien ouvre ses portes : il s'agit du Colisée Hammam Lif, propriété de Jilani Goubantini, cofondateur du groupement Goubantini. Deux ans plus tard, son frère aîné, Salem Goubantini est à l'origine de l'ouverture de la première salle de cinéma hors du Grand Tunis, le El Khadhra à Gabès. Les années 1970 marquent la création du groupement, qui est à ce jour le groupement d'exploitation et de distribution cinématographique le plus important du pays, l'acquisition de la plupart des salles de cinéma sur l'ensemble de la Tunisie par ces derniers, dont le Colisée de Tunis, Le Palace de Tunis et de Sousse, Le Capitole, Le Biarritz, Le 7e Art, le Cinévog, et l'Oriental, ainsi que la construction de la dernière salle de cinéma sur l'avenue Habib-Bourguiba (Le Parnasse). Les années 1990 et 2000 sont marquées par un déclin du groupement à la suite du décès des deux frères fondateurs, évènement qui marque la fin de l'âge d'or du cinéma tunisien,,.

#### Cinéma libyen sous Kadhafi
Mouammar Kadhafi voit les films étrangers avec méfiance, les considérant comme de l'impérialisme culturel américain. Auparavant, les seuls longs métrages tournés en Libye l’étaient par des cinéastes étrangers – des films comme A Yank in Libye (en) d'Albert Herman (1942) ou Sea of Sand ( 1958) de Guy Green. Le premier long métrage libyen, le film en noir et blanc Quand le destin se durcit / Le destin est dur d'Abdellah Rezzoug (en), sort en 1972. En 1973, le conseil général du cinéma a été fondé pour prendre le contrôle de la réalisation et de la construction de cinéma en Libye. Les films étrangers étaient doublés en arabe et devaient se conformer à la politique culturelle du gouvernement, un mélange de loi religieuse et de nationalisme. La plupart des films faits maison étaient des documentaires et le réalisme social était présenté comme un idéal pour les films de fiction. Le conseil général du cinéma a continué à fonctionner jusqu'en 2010. Il a réalisé des documentaires, environ 20 à 25 courts métrages, et a contribué à soutenir les quelques longs métrages réalisés dans les années 1970 et 1980.
Kadhafi exerçait un contrôle personnel direct sur la production cinématographique. Au milieu des années 1970, le gouvernement a pris un contrôle de plus en plus direct sur tous les cinémas, bloquant l'importation de films, et les cinémas ont commencé à fermer.

### Époque contemporaine

#### Algérie et Maroc

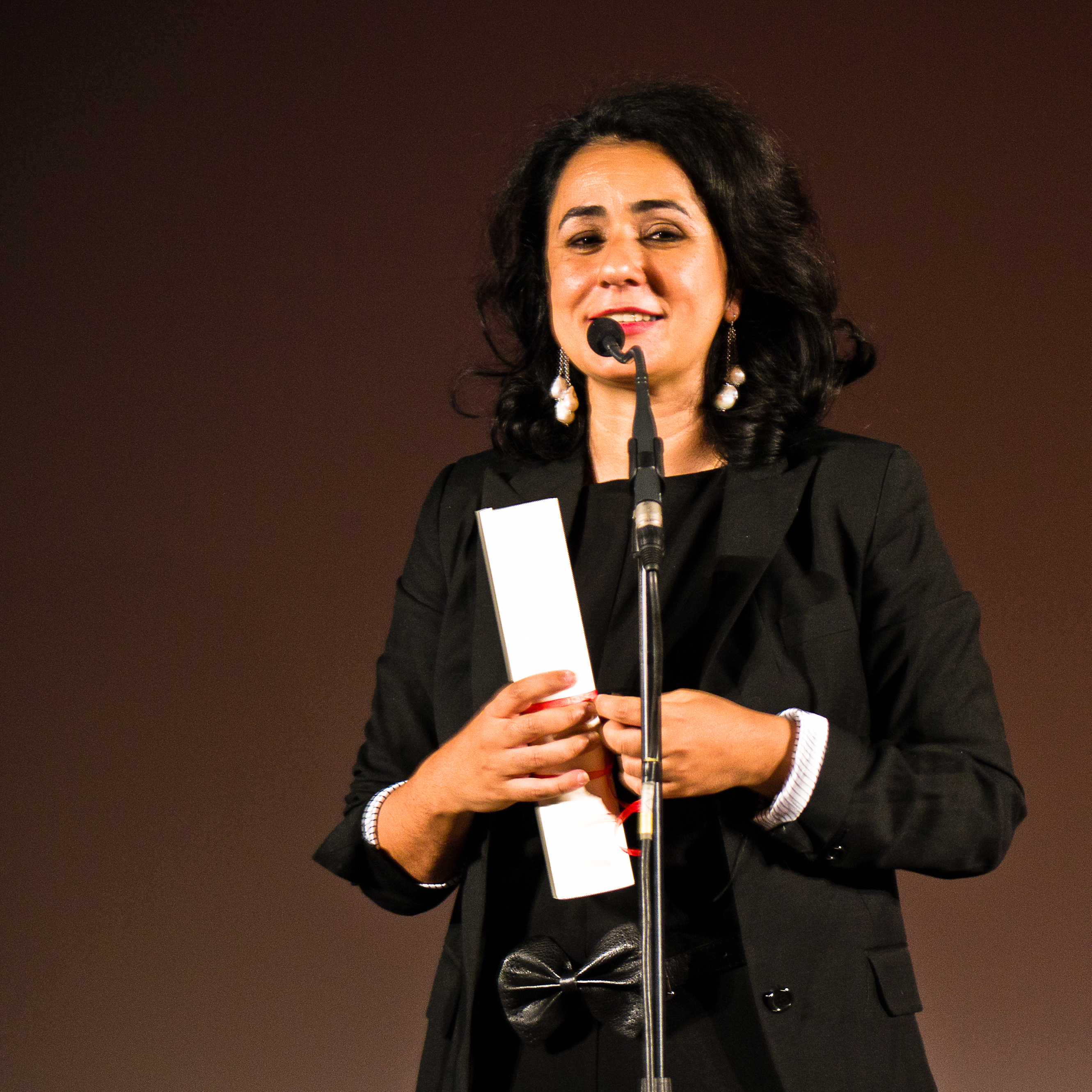
Leïla Kilani

En 2013, le film Yema de la réalisateur algérienne Djamila Sahraoui est présenté au festival de Venise et remporte l'étalon d'Argent de Yennenga au Fespaco. Une nouvelle génération suit avec, par exemple, Leïla Kilani et Dalila Ennadre.

#### Libye
En 2009-2010, des sociétés étrangères ont accepté de rénover et de rouvrir les cinémas et théâtres libyens. Cependant, la révolution de 2011 a entraîné l’arrêt de ces travaux et une grande partie du matériel a été volée. De jeunes cinéastes libyens ont commencé à réaliser des courts métrages, avec le soutien du British Council et du Scottish Documentary Institute (en). Les festivals de cinéma de Tripoli et de Benghazi étaient populaires mais ciblés par les militants islamistes. Le Festival international du film méditerranéen du documentaire et du court métrage a été créé en 2012. En 2013, un ciné-club s'installe dans les sous-sols d'une galerie d'art de Tripoli. En 2015, il ne restait plus qu’une seule salle de cinéma à Tripoli, un lieu réservé aux hommes qui proposait des films d’action aux milices contrôlant la ville.

## Audience contemporaine
D'après une étude publiée par le cabinet Valyans Consulting à la demande du Centre cinématographique marocain (CCM), même si la production du cinéma au Maroc est abondante, les salles de cinéma ferment et 60 % des Marocains ne regardent pas beaucoup de films.

## Infrastructures

### Égypte
Quelques salles mythiques de la période d’« âge d’or » du cinéma égyptien subsistent encore au Caire et à Alexandrie, dont certaines ont été photographiées en 2010 par le photographe français Stéphan Zaubitzer, comme le Rio à Alexandrie ou le Cairo Palace au Caire. Ces salles, souvent de style Art Déco, ont pour la plupart été réalisées par des architectes occidentaux. À la fin du XXe siècle, les grandes salles ont été pour beaucoup remplacées par des multiplexes, qui représentent en 2015 11,6% des cinémas en Égypte. Une diminution importante du nombre de cinémas est également à noter, avec 69 salles en 2015 pour 165 salles dix ans plus tôt, ainsi qu’une diminution considérable de la fréquentation depuis 2011, passant de 31 000 000 entrées en 2010 à 7 974 000 en 2015.

### Tunisie
La production tunisienne est maigre et le nombre de salles de cinéma est en constante diminution : ce dernier passe ainsi de 114 dans les années 1970 à douze en 2012, beaucoup ayant été fermées ou transformées, alors que la fréquentation passe de 1,62 million en 1994 à 1,298 million en 2000.

## Personnalités notables

### Réalisateurs
En Algérie, les réalisateurs les plus connus sont Merzak Allouache, Mohamed Zinet, Farouk Beloufa, Mohammed Lakhdar-Hamina, Tariq Teguia, Malek Bensmaïl, Amor Hakkar, Ali Ghalem, Ghaouti Bendedouche, Sid Ali Mazif, Mahmoud Zemmouri, Nadir Moknèche, Lyes Salem, Mohammed Soudani, Karim Moussaoui, Sofia Djama, Hamid Benamra.
En Égypte, des réalisateurs connus sont Henri Barakat, Youssef Chahine, Mohamed Diab, Ossama Fawzi, Yousry Nasrallah, Marianne Khoury, Mustapha Hasnaoui, Abu Bakr Shawky.
Au Maroc, il s'agit de Ahmed Maanouni, Daoud Aoulad-Syad, Faouzi Bensaïdi, Hassan Legzouli, Hicham Lasri, Nabil Ayouch, Ahmed Boulane, Hakim Noury, Nouredine Lakhmari, Selma Bargach, Laïla Marrakchi, Leila Kilani, Meryem Benm'Barek, Sanaa Akroud.
En Tunisie sont reconnus Raja Amari, Mehdi Ben Attia, Mohamed Ben Attia, Kaouther Ben Hania, Férid Boughedir, Leyla Bouzid, Nouri Bouzid, Khaled Ghorbal, Nacer Khémir, Moufida Tlatli.

## Festivals et récompenses
Le Festival international du film du Caire, agréé par la Fédération Internationale des Producteurs de Films (FIAPF) a été créé en 1976. Il a lieu en novembre et récompense des films internationaux et égyptiens. À la compétition officielle s’ajoutent d’autres programmations : Horizons of new arab cinema, International Critics Week, Cinema Of Tomorrow, Festival Of Festivals, International Panorama, Out of Competition, New Egyptian Cinema 2016-2017, New French Female Directors’ Films, Faten Hamama Honorary Award, Faten Hamama Excellence Award, Australian Cinema et Greetings to Those We Lost.
Le Festival de Louxor du Cinéma Egyptien et Européen se déroule au mois de janvier et le Festival du Film Africain de Louxor (en) (2019) au mois de mars.
Un festival consacré au cinéma égyptien uniquement existe aussi, le Festival National pour le Cinéma Egyptien qui a lieu au Caire en octobre.

## Formations
L’Institut du cinéma du Caire a été créé en 1959 pour former les professionnels du cinéma égyptien. Il est situé à Gizeh, en périphérie du Caire, dans la « Citadelle du Cinéma » où se trouvent notamment les studios Misr et les archives du cinéma égyptien. Des réalisateurs ayant constitué la « nouvelle vague » du cinéma égyptien dans les années 1980 en sont sortis, comme le réalisateur Yousry Nasrallah.

## Censure

### Maroc
Même après les réformes de modernisation politique des années 2010 (qui ont notamment amené la nouvelle constitution de 2011), la censure perdure au Maroc. Exodus: Gods and Kings de Ridley Scott a été censuré pour raisons religieuses par le parti islamiste le film a obtenu un second visa d'exploitation après suppressions de scènes ; alors que Much Loved de Nabil Ayouch a été censuré par le Ministère de la Communication marocain pour des scènes pornographiques, le film montrant des aspects de la prostitution au Maroc.
En juin 2022, le centre cinématographique marocain interdit la diffusion du film La Dame du Paradis après sa condamnation  par le Conseil supérieur des oulémas ,.